# Saint-Martial-d'Artenset
Saint-Martial-d'Artenset is een gemeente in het Franse departement Dordogne (regio Nouvelle-Aquitaine). De plaats maakt deel uit van het arrondissement Périgueux. Saint-Martial-d'Artenset telde op 1 januari 2022 944 inwoners.
De voormalige watermolen Moulin du Duellas werd gebruikt om graan te malen, hout te zagen en om elektriciteit op te wekken.

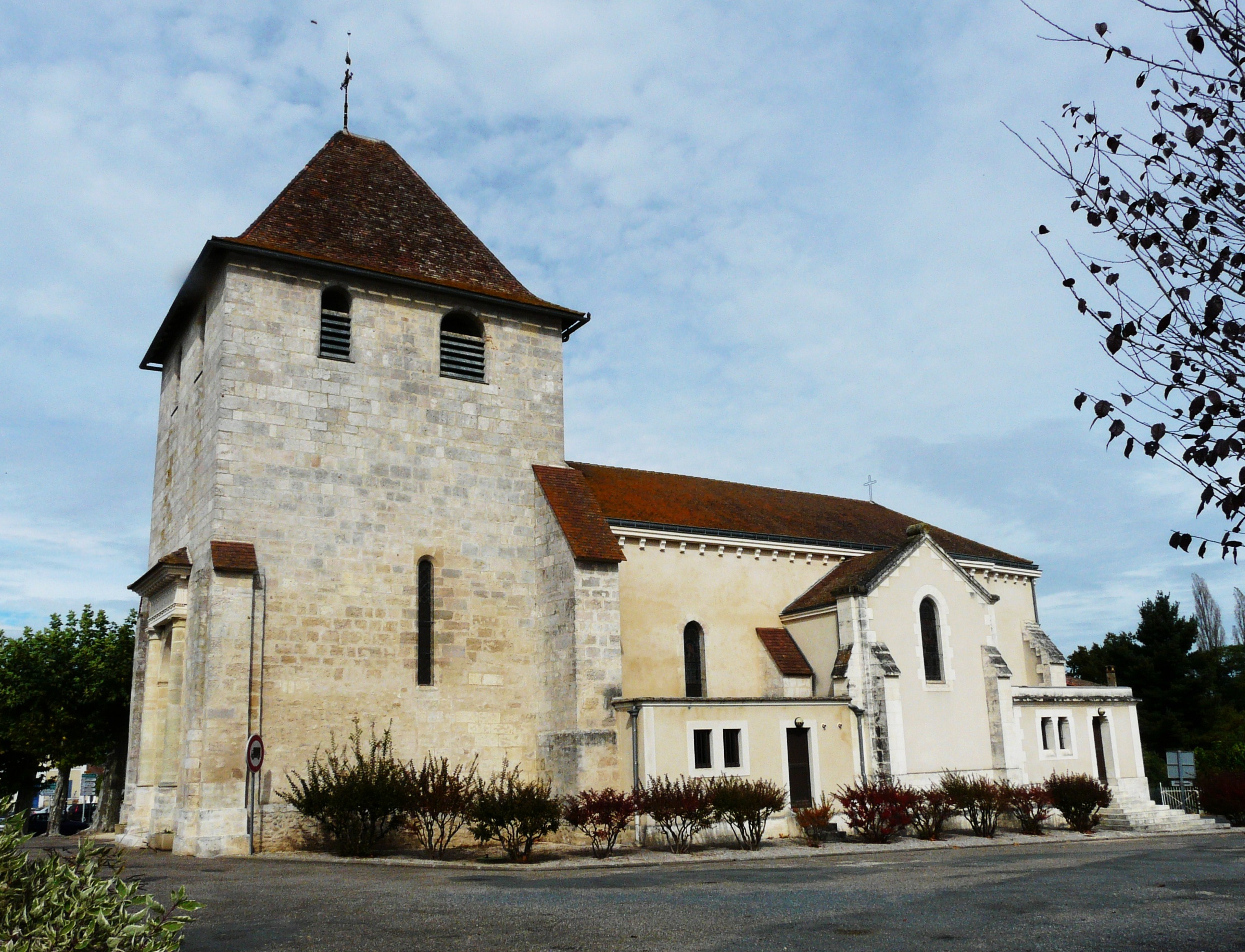
Kerk van Saint-Martial-d'Artenset
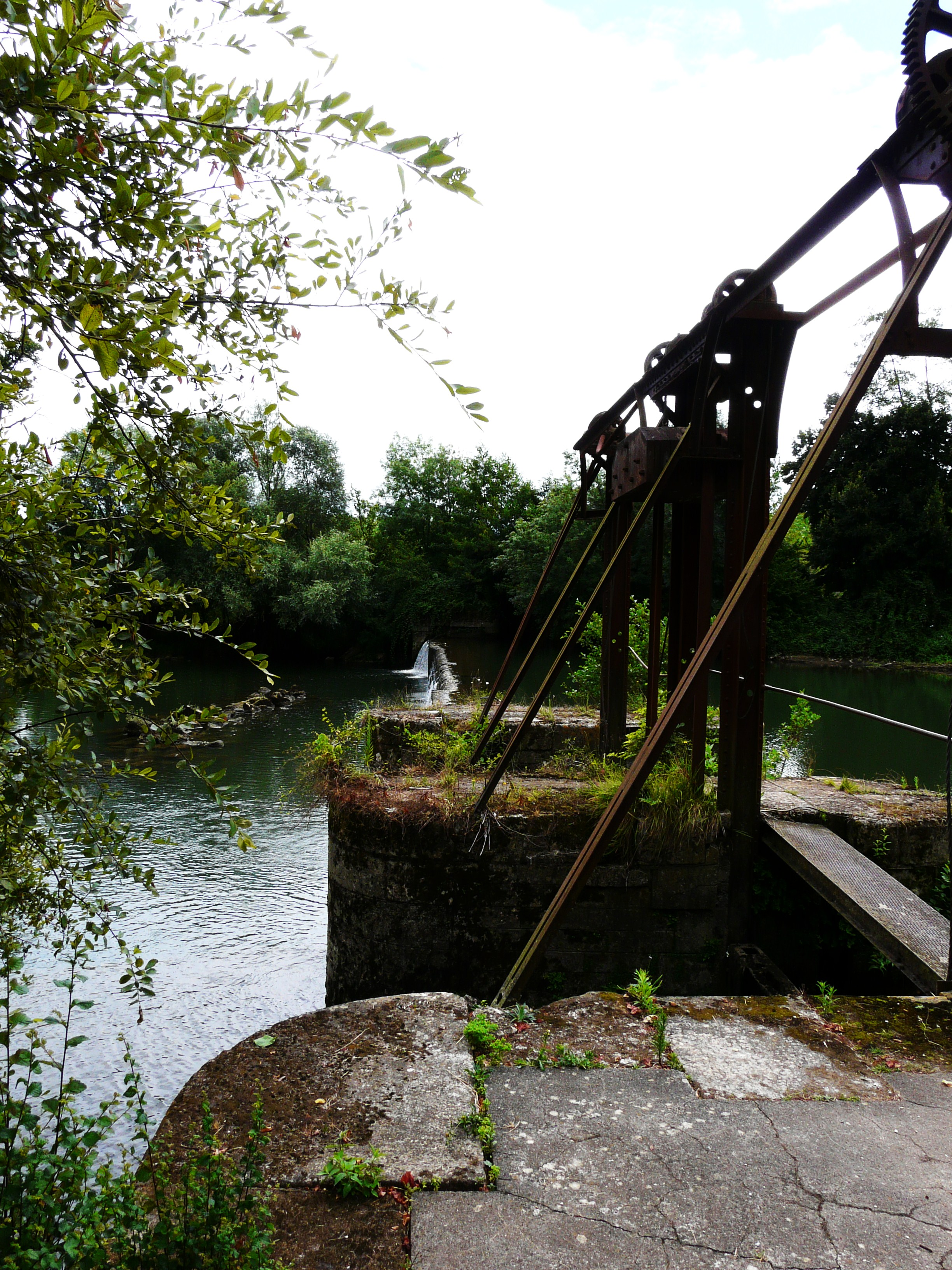
De sluis van Moulin du Duellas, een met de hand aangedreven sluis

## Geografie
De oppervlakte van Saint-Martial-d'Artenset bedraagt 32,14 km², de bevolkingsdichtheid is 29 inwoners per km² (per 1 januari 2019). Door de gemeente stroomt de Isle.
De onderstaande kaart toont de ligging van Saint-Martial-d'Artenset met de belangrijkste infrastructuur en aangrenzende gemeenten.

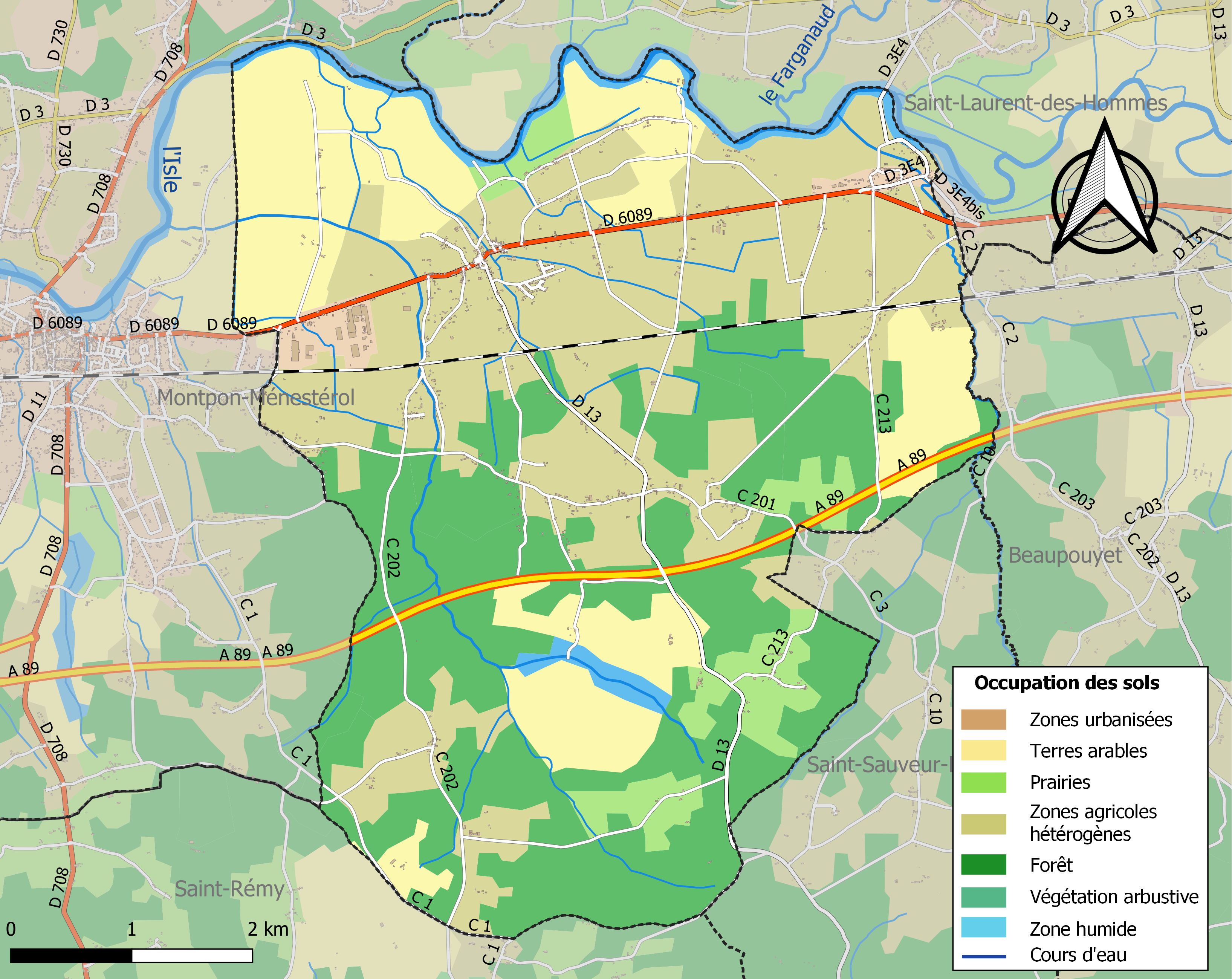

## Demografie
Onderstaande figuur toont het verloop van het inwonertal (bron: INSEE-tellingen).